# Partido Socialista Galego
El Partido Socialista Galego (PSG), en español Partido Socialista Gallego, fue un partido político gallego de ideología socialista y nacionalista. 
Fundado el 23 de agosto de 1963 con la intención de formar un partido socialdemócrata nacionalista en Galicia (España), posteriormente radicalizó sus posiciones, acercándose a la comunista Unión do Povo Galego (UPG). 
Su secretario general entre 1971 y 1977 fue Xosé Manuel Beiras. El PSG se presentó a las elecciones generales del 15 de junio de 1977, obteniendo 27.197 votos (2,41%) en Galicia.
En los años 80 se produce una ruptura en su seno: una parte se integra en el Bloque Nacionalista Galego (BNG) y otra se une a Esquerda Galega, formando la coalición PSG-EG. Más tarde el PSG-EG acabaría integrándose en el BNG.

## Fundación
Entre sus fundadores destacan Mario Orxajes Pita, Salvador Rei, Salvador García Bodaño, Xosé Luís Rodríguez Pardo, Cesáreo Saco, Manuel Caamaño y Ramón Piñeiro, que crearon el PSG en una reunión clandestina.
El nuevo partido atrajo a antiguos miembros del Partido Galeguista histórico como Francisco Fernández del Riego, que fue elegido presidente del partido, Luis Viñas Cortegoso, Amado Losada, Domingo Pombo, y a jóvenes influidos por el piñerismo como Beiras o Ramón Lugrís.

## Historia
En 1965 empieza a editar en Perpiñán la publicación Adiante (Adelante, en español), que desde 1969 se edita en Galicia con el nombre de Galicia Socialista.
En 1972 el PSG elige como secretario general a Xosé Manuel Beiras y asume como propia la teoría del colonialismo interior. En 1974 el PSG participa en la Conferencia Socialista Ibérica, con el PSOE, el Moviment Socialista de Catalunya (MSC), Partit Socialista del País Valencià (PSPV) y la Unión Sindical Obrera (USO), que en 1976 se separaron del PSOE transformándose en la Federación de Partidos Socialistas.
En 1975 se integró en el seno del PSG el Movimiento Socialista Galego de Álvarez Gándara y González Amadiós. Los malos resultados de las elecciones generales de 1977 y las presiones del PSOE provocaron la descomposición de la FPS, y el PSG entró en crisis. Beiras abandonó la dirección del partido y los partidarios de acercarse al PSOE se organizaron en el Colectivo Socialista-PSG liderado por José Luis Rodríguez Pardo, Ceferino Díaz y Fernando González Laxe, y que agrupaba en torno a 100 militantes. La dirección del PSG optó por expulsar a este colectivo, que se integró en el PSOE.
El PSG participó en la coalición Unidade Galega para participar en las elecciones generales y municipales de 1979, pero a diferencia del resto de partidos integrantes de UG, se negó a entrar en la Comisión de los 16, que tenía que elaborar el proyecto de Estatuto de Galicia.
En el II Congreso del PSG celebrado en junio de 1980 se descartó la posibilidad de confluir con el Partido Obreiro Galego, pero se apoyó la creación de las Mesa de Fuerzas Políticas Gallegas con el Bloque Nacional Popular Galego, con programa en las bases constitucionales de 1976. Esta decisión de acercarse al BNPG provocó un fuerte descontento en el seno de PSG que provoca la salida de numerosos militantes.
Para las elecciones autonómicas de 1981 el PSG acudió en coalición electoral con el BNPG. De los tres diputados elegidos, Claudio González Garrido era militante del PSG. Cuando se forma el BNG el PSG se integró en él, pero en 1983 decidió abandonarlo. Esta determinación provocó la desintegración del partido: una parte ingresó en el BNG como Colectivo Socialista y el resto, liderado por Domingo Merino, se fusionó con Esquerda Galega en 1984 formando el PSG-EG.

## Militantes
El PSG fue un partido de cuadros. Hasta 1975 no superó los 100 afiliados, y llegó hasta los 650 en 1980.